# Апраксино (Костромська область)
Апраксино (рос. Апраксино) — селище в Костромському районі Костромської області Російської Федерації.
Населення становить 1343 особи. Входить до складу муніципального утворення Апраксінське сільське поселення.

## Історія
У 1936-1944 року населений пункт перебував у складі Ярославської області. Від 1944 належить до Костромської області.
Від 2007 року входить до складу муніципального утворення Апраксинське сільське поселення.

## Населення
| 2008 | 2010  | 2014  |
| ---- | ----- | ----- |
| 1316 | ↘1305 | ↗1343 |